# Krijani Vovki
Le Krijani Vovki (en ukrainien : Крижані Вовки) est un club de hockey sur glace de Kiev en Ukraine. Il évolue dans l'UHL, le championnat ukrainien.

## Historique
Le club est créé en 2017.

## Palmarès
- Néant.